# Abarth

Abarth (Абарт) — з 1949 року італійський виробник автомобілів. Штаб-квартира розташована в місті Турин. У 1971 році компанію купує фірма Fiat. Сьогодні Abarth здійснює тюнинг автомобілів.

## Карло Альберто Абарт
Карло Альберто Абарт народився 15 листопада 1908 року у Відні, Австрія, під знаком скорпіона, який згодом став логотипом компанії. Його інженерний талант проявився дуже рано, і вже в 16 років Карл спільно з Деганом (керівником підприємства Carrozzeria Castagna) в Італії розробляв ходові частини для велосипедів і мотоциклів. У 19 років Карл повертається до Австрії для роботи з Motor Thun Motorcycles з підготовки гоночних мотоциклів, і з часом займає посаду тест-пілота. Коли попередній випробувач не вийшов через хворобу, Карлу надали можливість проїхати замість нього. На превелике невдоволення «заводських» тест-пілотів новоспечений гонщик двічі поспіль протягом тесту поставив рекорд за часом заїзду, а на наступний день йому замінили мотоцикл, з яким сталася механічна поломка прямо посеред заїзду. Карл з огидою покинув Thun, підозрюючи саботаж.
Зазнавши одного разу смак гонок, Карл придбав уживаний британський мотоцикл, який він розбирав і збирав по частинах, старанно зменшуючи його вагу і раз за разом вносячи поліпшення в конструкцію. Його перша перемога в гонці в Зальцбурзі 29 липня 1928 року була неймовірною, враховуючи, що він вступив в змагання без будь-якої підтримки з боку заводу або допомоги окремих механіків.
Роком пізніше Карл Абарт зібрав з нуля свій перший мотоцикл, давши йому своє ім'я, і до 25 років став п'ятикратним європейським чемпіоном.
Після серйозної аварії в Лінці, Австрія, Карл залишив індивідуальні заїзди на мотоциклах. Проте, в 1933 році його змагальний дух надихнув його зібрати мотоцикл з коляскою, на якому він проїхав свою знамениту 1300-кілометрову гонку з Відня в Остенд з Східним Експресом. Незважаючи на те, що через електричну поломку Карл на 15 хвилин запізнився до фінішу, через два тижні він зробив наступну спробу, яка привела його до перемоги з відривом від експреса в 20 хвилин.
Друга, більш серйозна аварія, трапилася в 1939 році на трасі в Югославії і прикувала його до лікарняного ліжка на рік, що призвело Карла до остаточної відмови від гонок. Під час війни він працював в Югославії, на Люблянській фабриці Ігназа Вока, експериментуючи з роботою двигунів внутрішнього згоряння на гасі, що було актуально в зв'язку з дефіцитом палива в той час.
Після війни Абарт повернувся в Італію і змінив ім'я на більш звучне — Карло. Він відновив свої колишні зв'язки з родиною Porsche і став офіційним представником студії дизайну Porsche в Італії. Абарт налагодив контакт з легендарним гонщиком Таціо Нуволарі, який, в свою чергу, знав П'єро Дусіо, підприємця, президента ФК «Ювентус» і за сумісництвом фінансового інвестора компанії Cisitalia, яка досягла значних успіхів з гоночної моделлю Cisitalia D46.

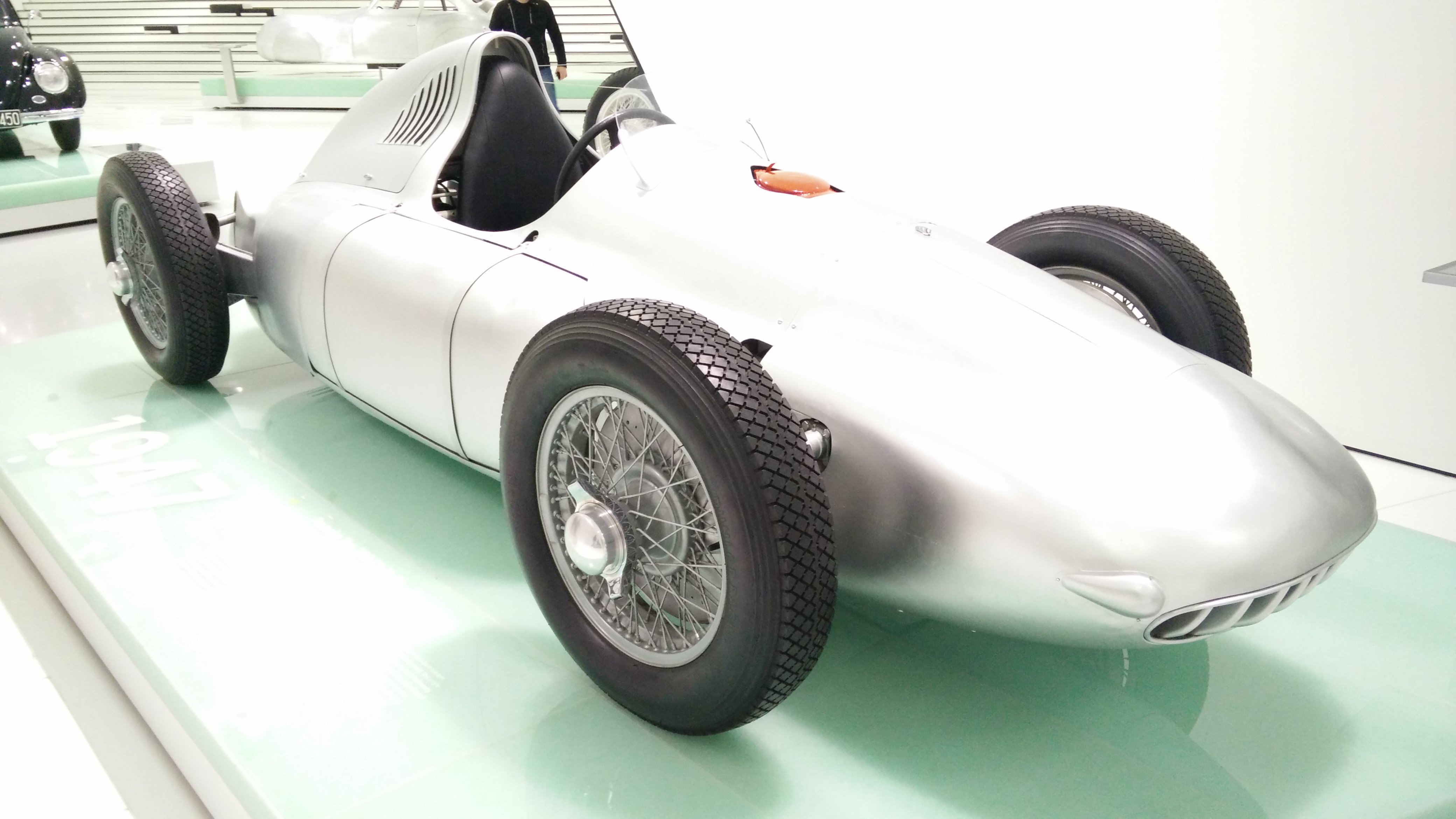
Cisitalia 360 Porsche

Дусіо довірив Абарту і Рудольфу Грушці, колишньому інженеру Porsche, зібрати революційний одномісний Cisitalia 360 на основі розробок Фердинанда Порше. Тим часом, сам пан Порше знаходився в ув'язненні у Франції, його звинуватили у співпраці з нацистами. Його син Феррі Порше, вніс за нього заставу з грошей, які становили його частку в проєкті Cisitalia.
Складність машини перевищила бюджети Дусіо, і в 1949 році проєкт був закритий. Дусіо переїхав до Аргентини, забравши з собою всі розробки автомобіля.

## Заснування компанії. Початок виробництва автомобілів
Карло, не отримавши ніякого прибутку з проєкту Cisitalia, зібрав все, що залишилося від компанії, і 31 березня 1949 року заснував Abarth & C. SrL, спільно зі своїм другом з гонок Гвідо Скальяріні. Логотипом компанії став знак, під яким народився Карло — скорпіон. Основним напрямком діяльності компанії було виробництво гоночних і спортивних автомобілів і запчастин до них.

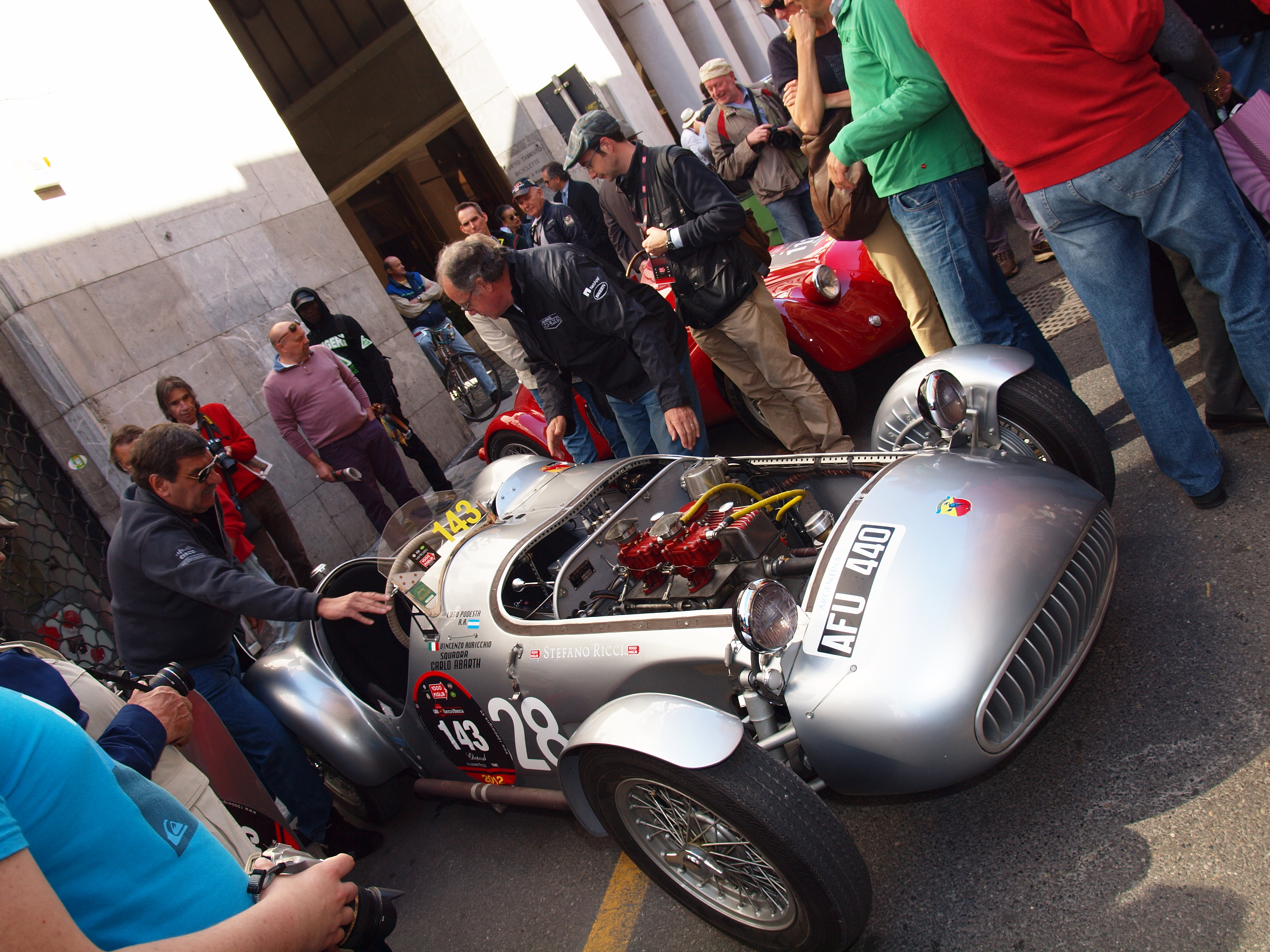
Abarth 204A Roadster

На збережених прототипах від Cisitalia Абарт створив свою власну гоночну команду «Squadra Abarth» з такими відомими вже світу іменами, як Таціо Нуволарі, Бонетті, Кортес і Дуберті. У шістнадцятій Mille Miglia в 1949 році Abarth & C. виступив з чотирма автомобілями. Один з них, за кермом якого був сам Скальяріні, зайняв 2 місце в своєму класі і 5 в загальному заліку. У перший же рік існування компанії модель Abarth 204A Roadster виграла Italian 1100 Championship і взяла титул Formula 2.
10 квітня, перебуваючи за кермом 204A Spyder, Таціо Нуволарі здобув блискучу перемогу в ралійній гонці Палермо, Монте Пеллегріно. Цей заїзд став останнім для нього — стан здоров'я Таціо змусив його раніше терміну піти з п'єдесталу.

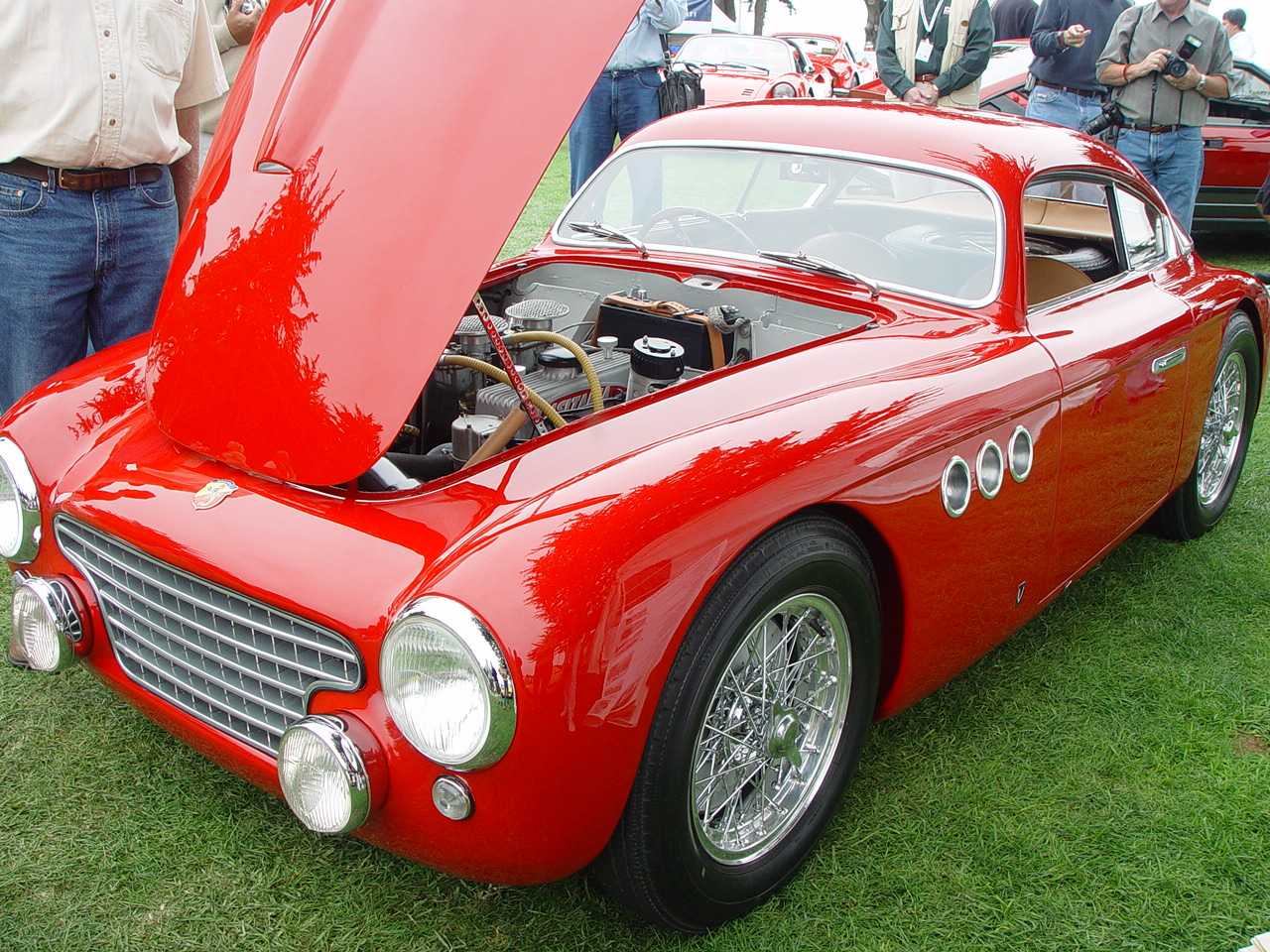
Abarth 205A Berlinetta Vignale

У просуванні Abarth у перегонах, для створення нового глушника Карло використовував свій досвід роботи з вихлопами мотоциклів, отримавши в результаті покращень варіант з більш м'яким звуком. Незабаром Абарт висунув на ринок цілий ряд нових глушників для різних автомобілів і запустив масштабну рекламну кампанію. Глушники були представлені в чорному матовому кольорі з хромованими деталями і, не дивлячись на свою високу ціну (4500 лір проти 2000 за звичайний комплект), вони користувалися неймовірним успіхом. Абарту довелося найняти ще 40 співробітників, і до 1950 року він продав понад 4500 одиниць. До 1962 року світові продажі досягли 260 000 глушників. Це викликало інтерес декількох великих автомобільних виробників, включаючи Alfa Romeo, Maserati і Ferrari, і в 1952 році Абарт вже постачав вихлопні системи для Ferrari GT.

## Співпраця з компанією Fiat

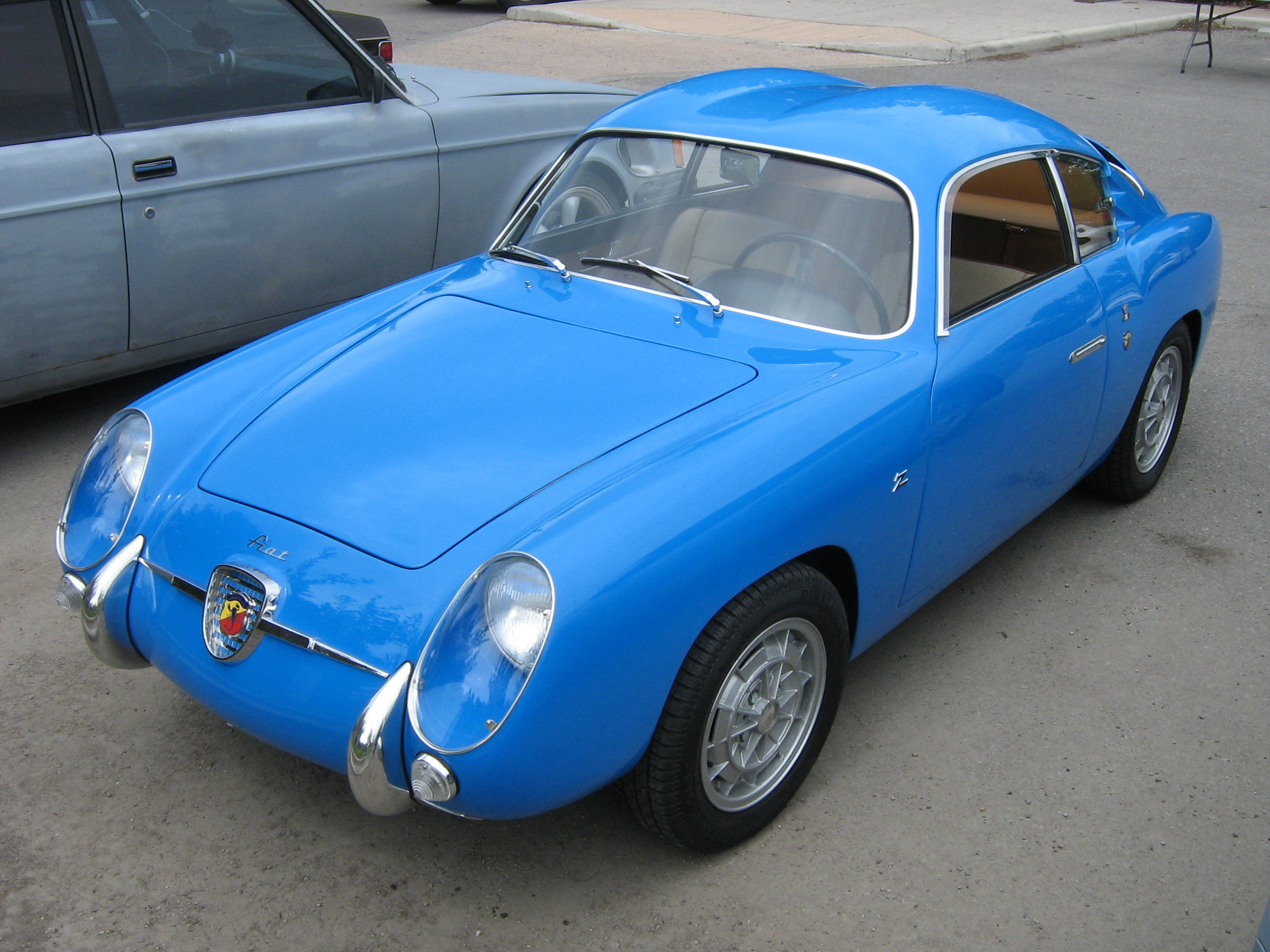
Fiat-Abarth 750GT Zagato

З появою Fiat 600 в 1955 році Карло Абарт побачив можливість створення маленької спортивної машини. Подвоївши потужності і переробивши кузов, він отримав модель Fiat-Abarth 750GT Zagato, яка пропонувала цілий ряд опцій для ентузіастів, наприклад, змінену помпу і важіль перемикання передач, вмонтований в кермо. Компанія також випустила трансформаційну коробку, яка містила все необхідне, щоб переробити стандартний Fiat у Abarth. Набори були дорогими, але вони включали в себе все.

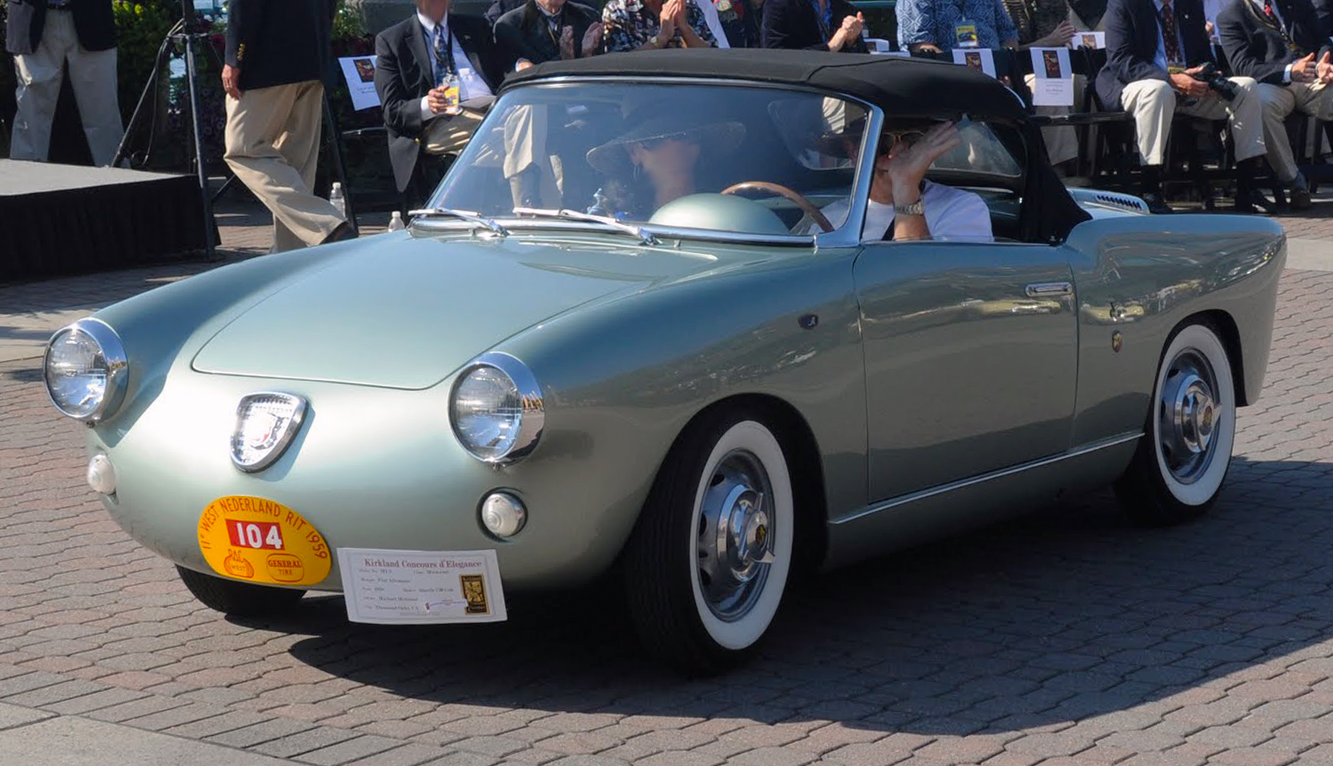
Fiat -Abarth 750 Spider by Allemano

У червні 1956 року Абарт вирішив, що перемог в змаганнях було недостатньо, і почав ставити рекорди за кермом Fiat-Abarth 750 з ексклюзивним дизайном від Bertone — 24-годинний, потім 10 000 км, 5 000-мильний, 48-годинний і 72-годинний рекорди. У зв'язку з цим німецький журнал Das Auto Moto Und Sport присвятив обкладинку свого 15-го випуску Abarth 750.
На 24 Mille Miglia в 1957 році в заїзді брали участь 20 машин Abarth, з яких 16 фінішували на 1, 2 і 3 місцях. Успіх Abarth дуже швидко став відомий всьому світу, і в 1958 році Франклін Рузвельт-молодший підписав ексклюзивну угоду на поставку автомобілів в Америку.

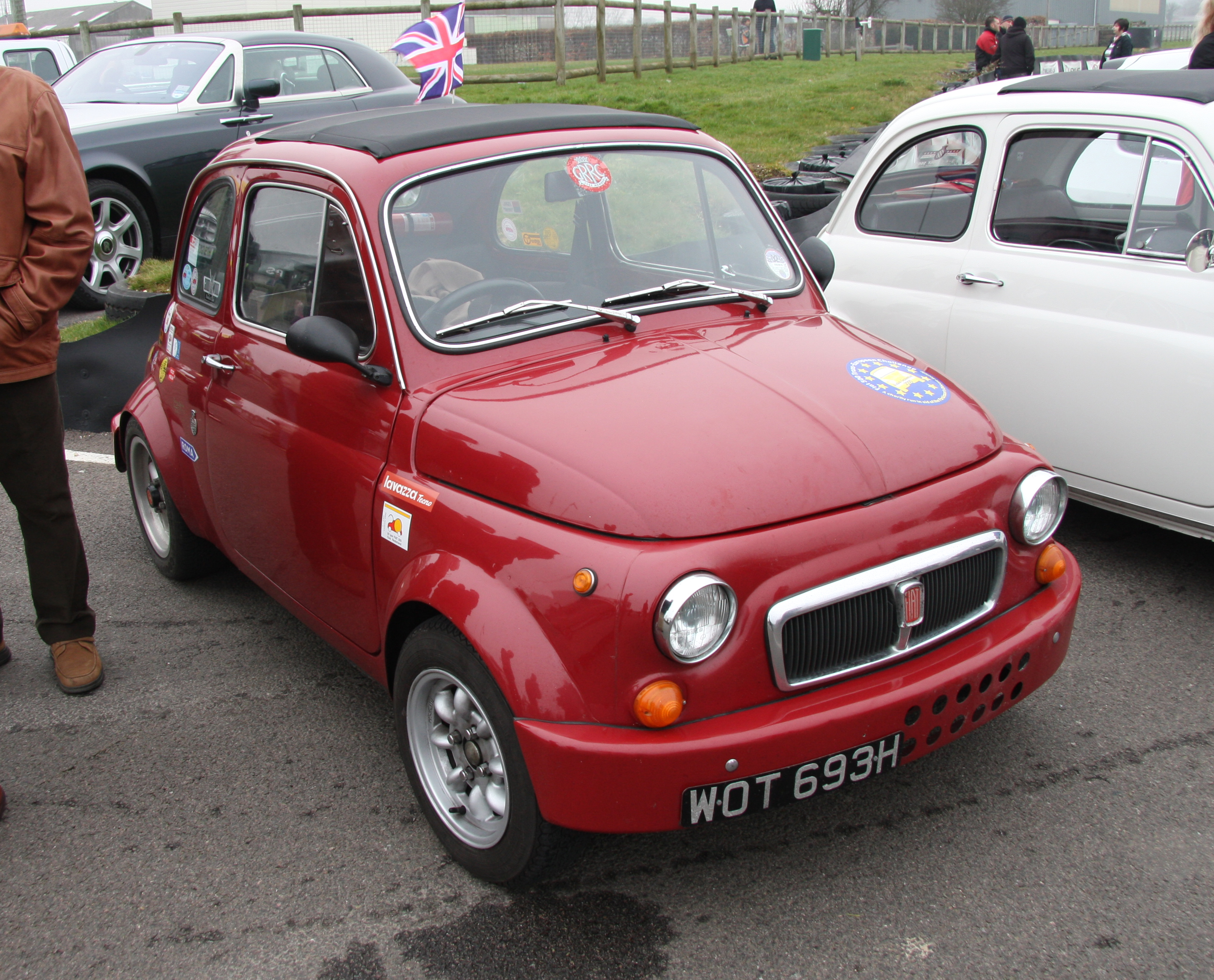
Fiat 500 Abarth

У 1958 році з запуском Fiat 500 на основі принципів простої конструкції кузова і низьких витрат виробництва Карло створив легендарний Fiat 500 Abarth. Незважаючи на стандартний кузов, під капотом ховалася неабияка сила і безліч удосконалень. Сім днів і сім ночей новий автомобіль крутив колеса в марафоні, який увійшов в історію — 18,186 км на середній швидкості 108 км/год. 500 Abarth побив 6 міжнародних рекордів, майже по одному на кожен день.
У той же рік Abarth уклав угоду з Fiat. Компанія взяла зобов'язання з винагороди Abarth за кожну перемогу в гонках і встановлені рекорди на модифікованих Abarth-Fiat.
Шістдесяті роки стали «Золотим віком скорпіона». Abarth в побуті став синонімом досконалості і перемоги.

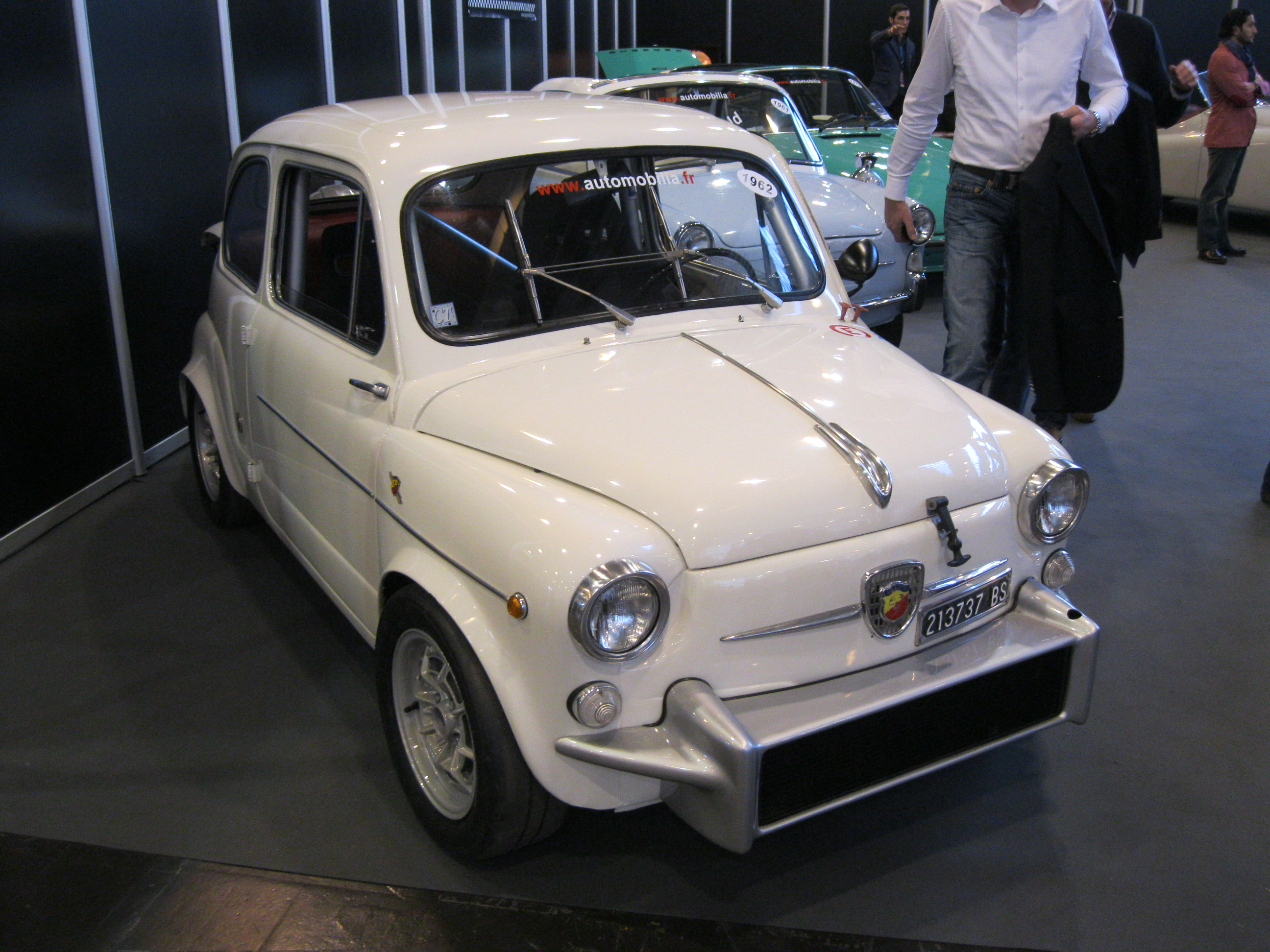
Abarth 850TC

Abarth 850TC став автомобілем, який увійшов до класу «Touring Competition», і до кінця року план на виробництво автомобілів піднявся до 1000 одиниць, що стало першою масштабною метою компанії. Ця модель також була доступна і в модифікованому наборі з деталями і необхідним комплектом інструментів. На трасах 850ТС здобув нелічену кількість перемог, починаючи з найпершої гонки Le Mans в червні 1961 року, потім European Touring Car Challenge в 1965, 1966, і 1967 роках, а також 6 титулів в змаганнях виробників. Після Нюрбургської гонки в 1963 році з величезною кількістю Abarth на призових місцях, враження від перемог було настільки сильним, що на двигуні з'явилася назва німецької траси в честь досягнень автомобіля.
У 1962 році в світовому чемпіонаті Circuito del Garda єдиний сторонній виробник вийшов до старту, залишивши автомобілі Abarth змагатися між собою.

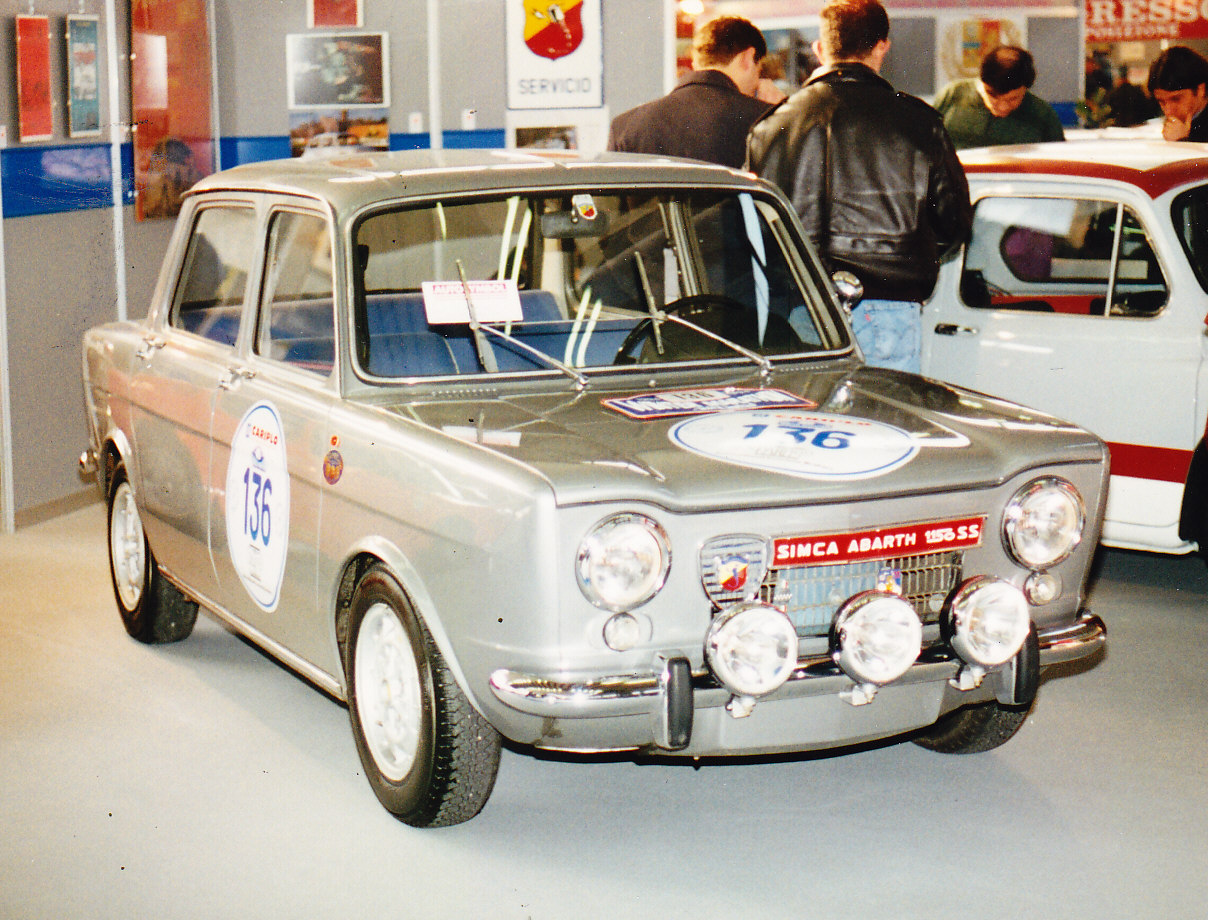
Simca-Abarth 1150

Abarth розширив сферу співпраці на бренд Simca, результатом чого стали моделі Simca 1000 і Simca 1300.

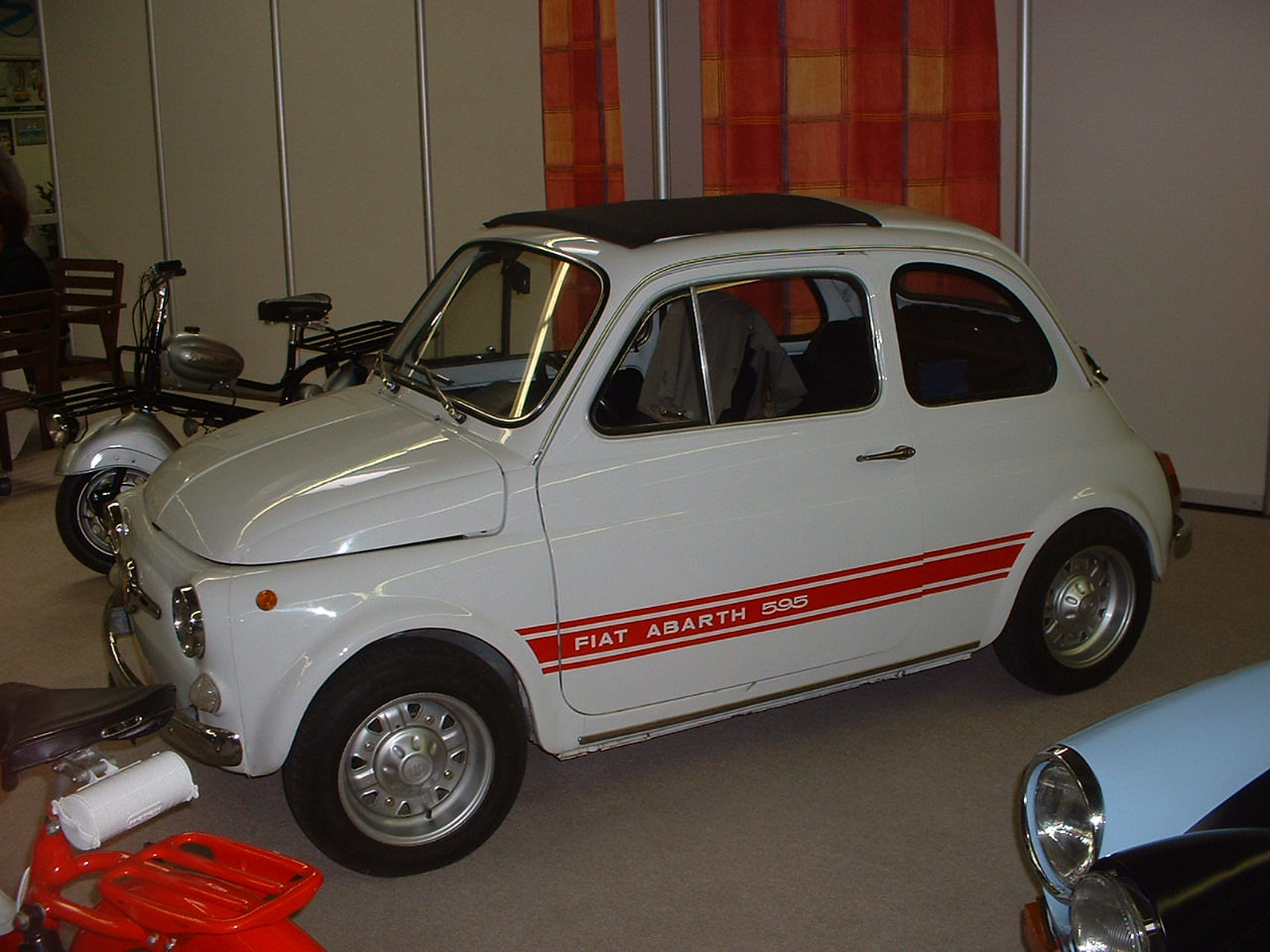
Abarth 595

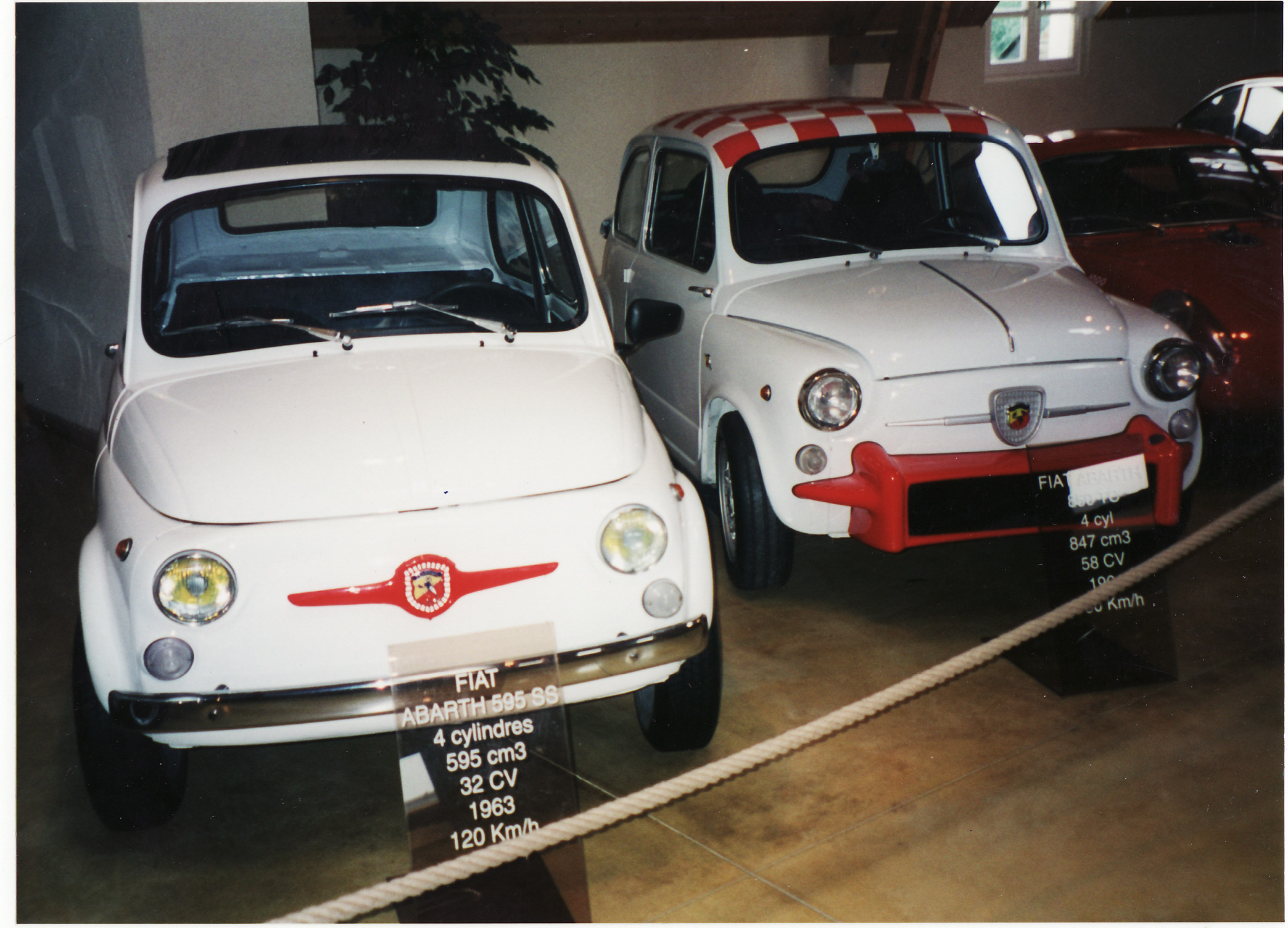
Fiat-Abarth 595SS та 850TC

Карло Абарт вірив, що маленький «п'ятисотий» все ще може бути поліпшений, і в 1963 році анонсував випуск Abarth 595 з більш потужним двигуном, новим карбюратором Solex C28 PBJ і вдосконаленою системою подачі палива. У наступному році вийшов Abarth 595SS.

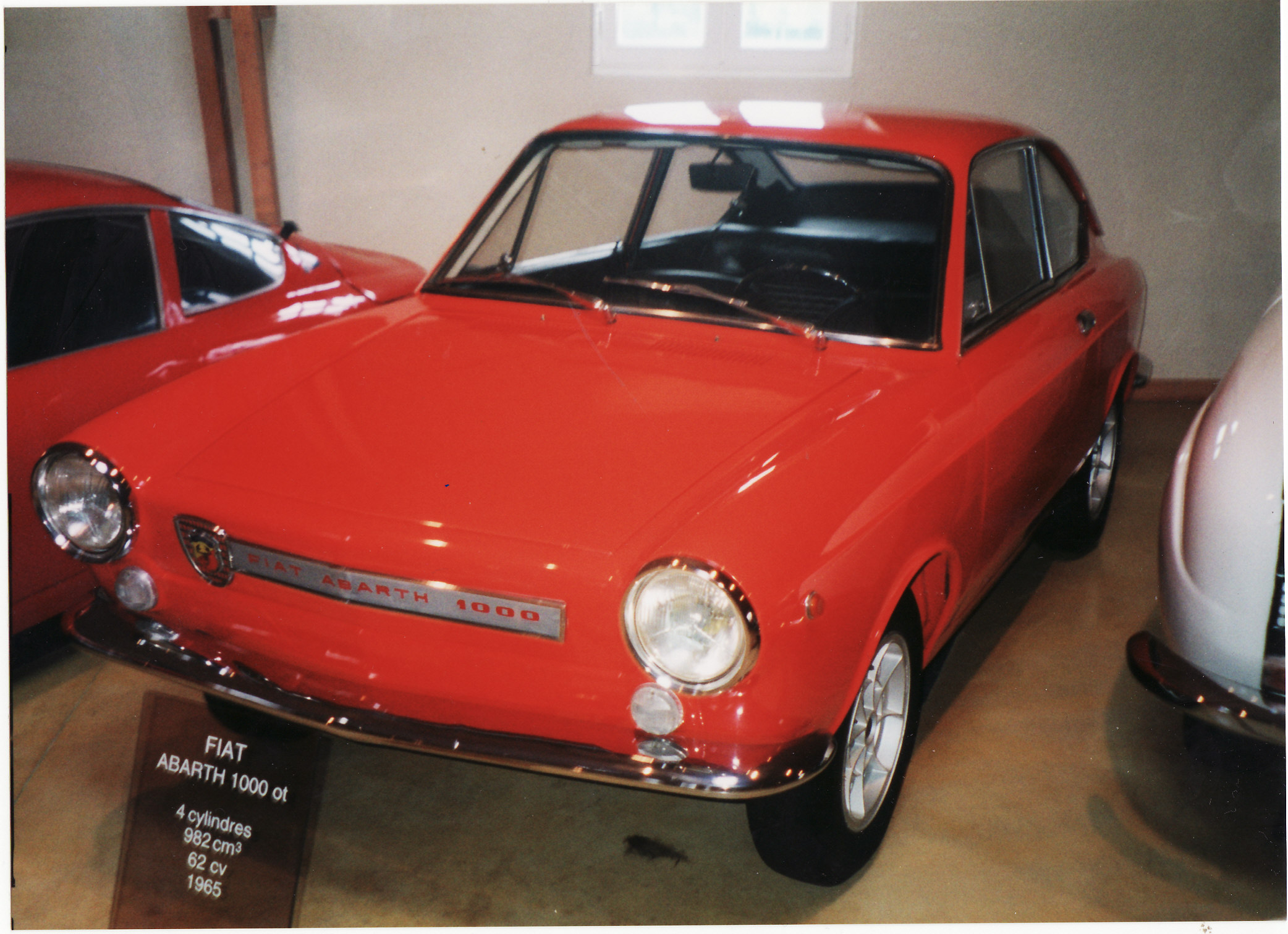
Fiat-Abarth 1000OT Coupe

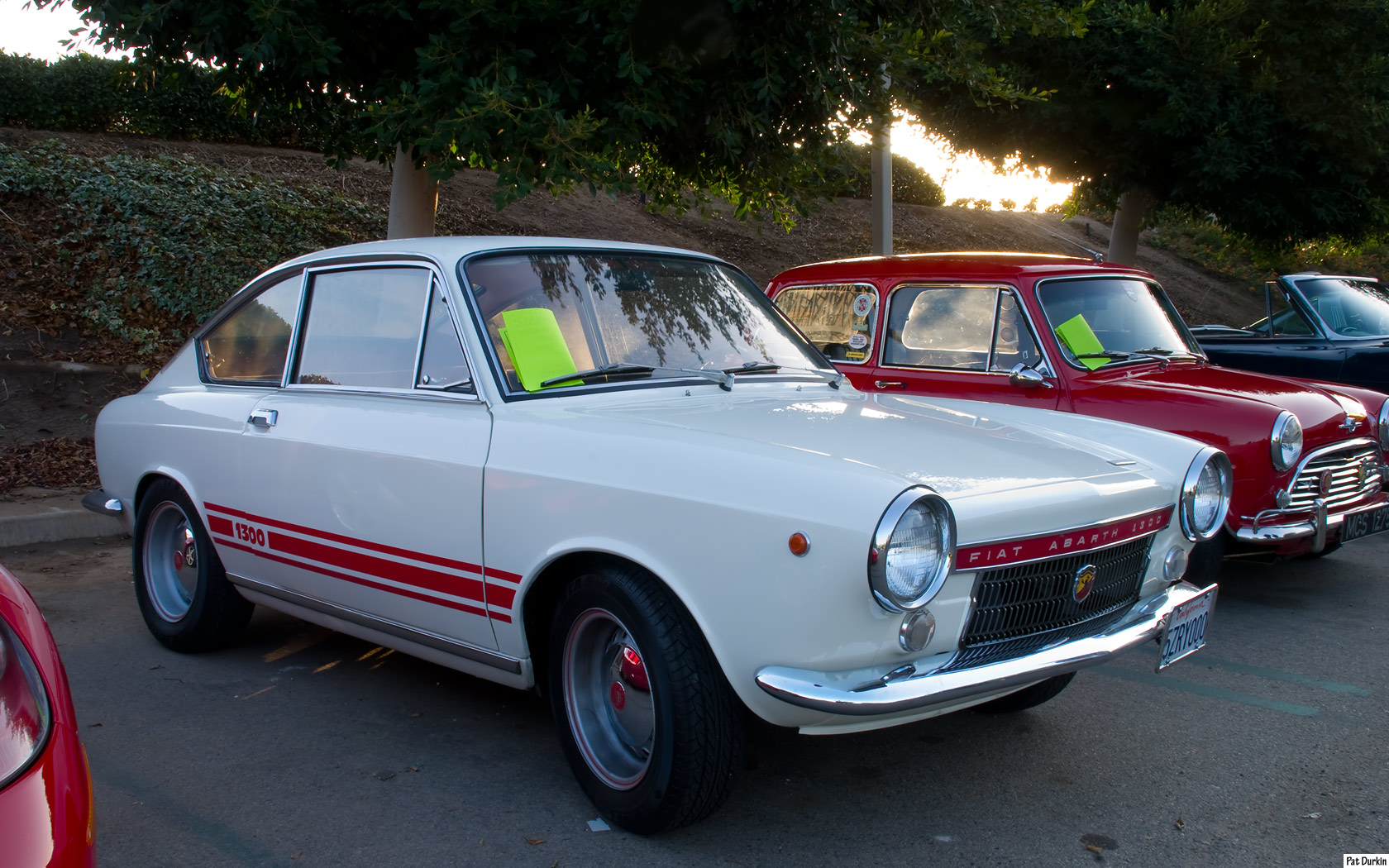
Fiat-Abarth 1300OT

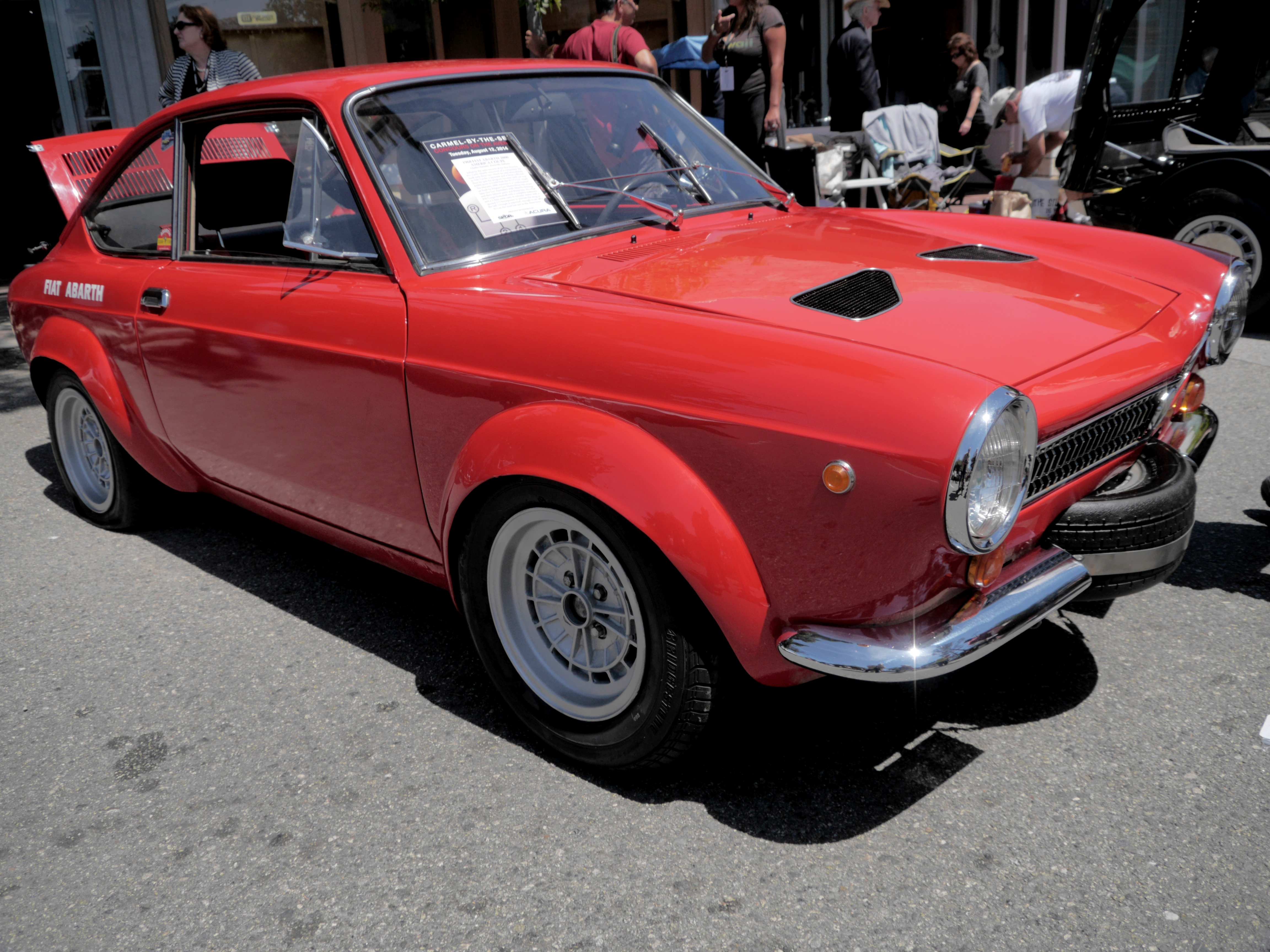
Fiat-Abarth 2000OT

У 1965 році автомобілі Abarth здобули майже 900 перемог, але зміни в компанії значно позначилися на бюджетах автомобілів, ціни на виробництво зросли, що викликало деяке невдоволення офіційних джерел. Проте, Карло Абарт повернувся до рекордів, в цей раз на Fiat-Abarth 1000 Class G і Fiat-Abarth 2000 Class E. Успіх тривав до самого кінця 60-х, на траси виходили нові моделі Fiat-Abarth 1300OT, Fiat-Abarth 1000SP, і Fiat-Abarth 2000 Sport Spyder.

## Abarth у складі компанії Fiat

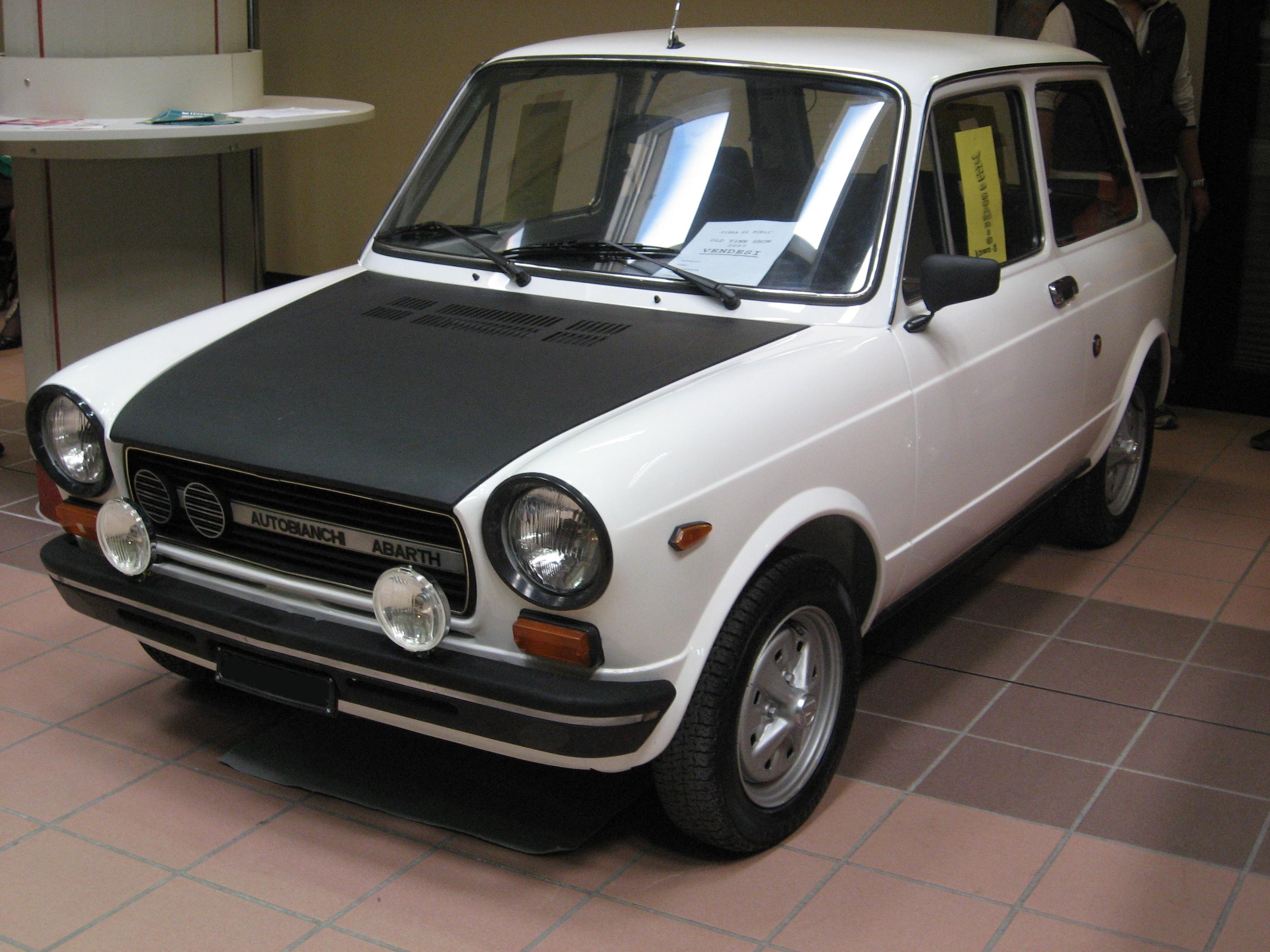
Autobianchi A112 Abarth

До 70-х років в гонках за перемогами компанія остаточно втратила прибуток, і серпень 1971 року відзначився для Abarth злиттям з Fiat. Останнім автомобілем, в створенні якого брав участь сам Карло Абарт, став Autobianchi A112 Abarth, який також успішно виступав в різних змаганнях і залишався у виробництві аж до 1986 року.
Fiat створив підрозділ Abarth, що відповідав за підготовки до ралі, й надалі посідав другі місця у світових чемпіонатах 1973-1975 років, включаючи Португальські Ралі 1974 року, де Abarth зайняли всі три призові місця.

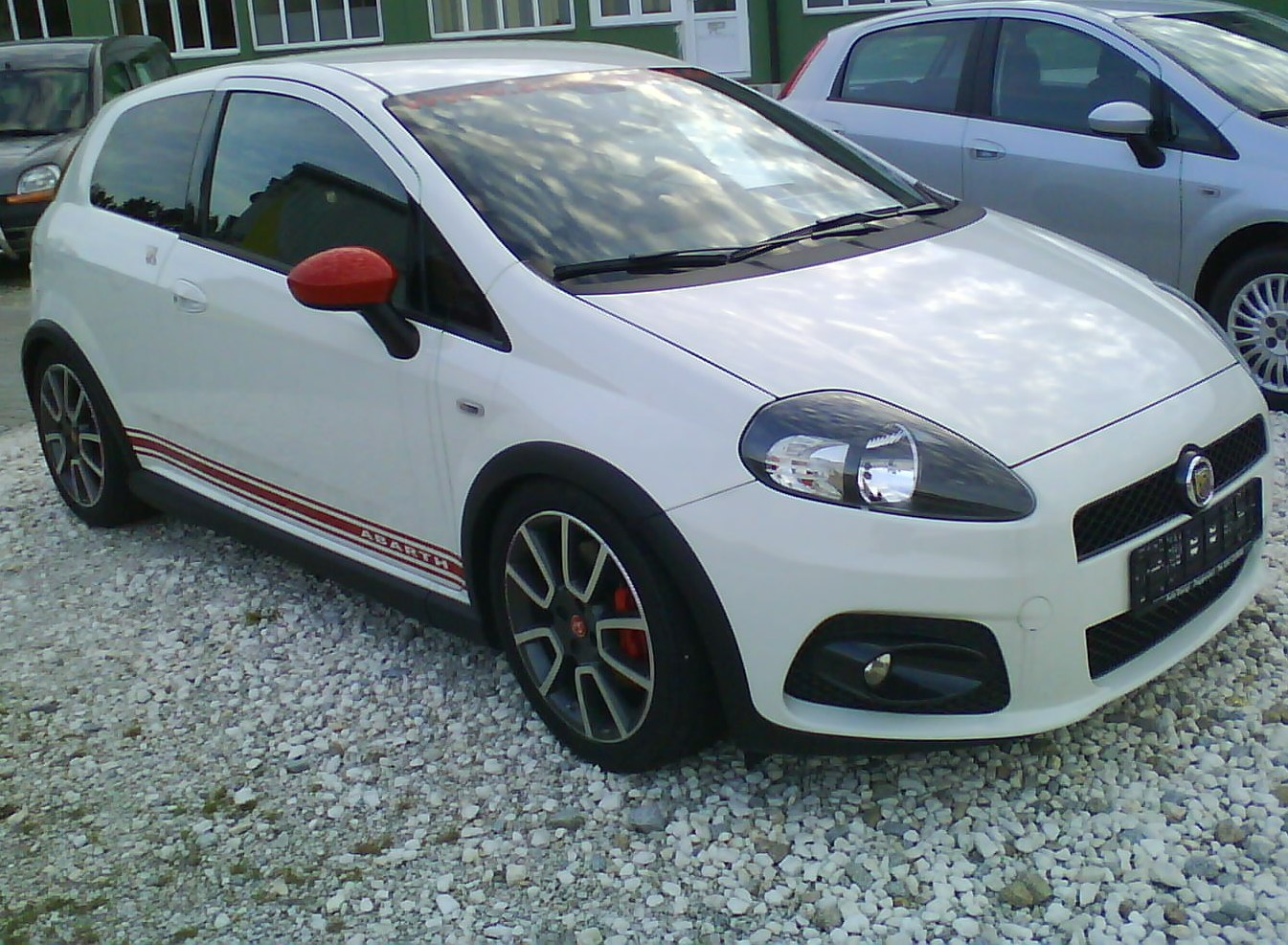
Abarth Grande Punto

Карло Абарт помер від важкої хвороби в 1979 році під тим же символічним знаком скорпіона, залишивши за собою спадщину в 10 світових рекордів, 133 міжнародних рекорди і більше 10 000 перемог на трасі. Його ім'я продовжує жити і зараз, з відновленням автомобільного ряду Abarth & C SpA з 2007 року в Fiat. Одна з найбільш популярних нових моделей на сьогоднішній день представлена як Abarth Grande Punto.

## Результати в автоспорті
| Рік  | Гонка                        | Автомобіль                 | Водій 1                    | Водій 2                 |
| ---- | ---------------------------- | -------------------------- | -------------------------- | ----------------------- |
| 1962 | Coppa Maifredi               | Fiat-Abarth 1000           | Італія Людовіко Скарфіотті |                         |
| 1962 | Großer Preis von Berlin      | Fiat-Abarth 1000           | Швейцарія Роберт Дженні    |                         |
| 1962 | Coppa Cittá di Enna          | Fiat-Abarth 1000           | Італія Марсіліо Пасотті    | Італія Джанкарло Скотті |
| 1962 | 500-km-Rennen am Nürburgring | Fiat-Abarth 1000 Bialbero  | Еберхард Махле             |                         |
| 1963 | 3-Stunden-Rennen von Sebring | Fiat-Abarth 1000           | Ханс Херрманн              |                         |
| 1963 | Coppa Maifredi               | Fiat-Abarth 1000           | Італія Марсіліо Пасотті    | Італія Бенедикт Гваріні |
| 1963 | 3-Stunden-Rennen von Monza   | Fiat-Abarth 1000           | Італія Марсіліо Пасотті    |                         |
| 1963 | Coppa Cittá di Enna          | Fiat-Abarth 1000           | Італія Марсіліо Пасотті    |                         |
| 1963 | 500-km-Rennen am Nürburgring | Fiat-Abarth 850            | Ханс Херрманн              | Бельгія Тедді Пілетт    |
| 1963 | Coppa Inter-Europa 1964      | Abarth-Simca 1300 Bialbero | Швейцарія Томмі Спайчігер  |                         |
| 1964 | Großer Preis von Monza       | Abarth-Simca 1300 Bialbero | Італія Франко Патріа       |                         |
| 1964 | Coppa Cittá di Enna          | Abarth-Simca 2000 GT       | Ханс Херрманн              |                         |
| 1964 | 500-km-Rennen am Nürburgring | Abarth-Simca 1300 Bialbero | Ханс Херрманн              | Клаус Штейнмец          |
| 1965 | Coppa Bologna                | Abarth-Simca 1300 Bialbero | Італія Герберт Демец       |                         |
| 1965 | Coppa Inter-Europa 1965      | Abarth-Simca 1300 Bialbero | Клаус Штейнмец             |                         |
| 1965 | Corsa della Mendola          | Abarth-Simca 2000 GT       | Італія Герберт Демец       |                         |
| 1966 | 500-km-Rennen am Nürburgring | Abarth 1300 GT             | Ернст Фертмайр             |                         |
| 1967 | Großer Preis von Hockenheim  | Abarth 1300 GT             | Нідерланди Тойне Геземанс  |                         |

### Результати Intercontinental Rally Challenge
| Рік  | Автомобіль                     | Водій              | 1       | 2       | 3      | 4       | 5       | 6       | 7       | 8       | 9       | 10      | 11  | 12  | DC    | Очки | MC | Очки |
| ---- | ------------------------------ | ------------------ | ------- | ------- | ------ | ------- | ------- | ------- | ------- | ------- | ------- | ------- | --- | --- | ----- | ---- | -- | ---- |
| 2007 | Fiat Grande Punto Abarth S2000 | Андре Наварра      | KEN 1   | TUR 2   | BEL 3  | RUS 4   | POR Ret | CZE 7   | ITA 10  | SWI Ret | CHI     |         |     |     | 3     | 32   | 2  | 90   |
| 2007 | Fiat Grande Punto Abarth S2000 | Умберто Скандола   | KEN Ret | TUR     | BEL 5  | RUS     | POR     | CZE     | ITA 4   | SWI 3   | CHI     |         |     |     | 6     | 15   | 2  | 90   |
| 2007 | Fiat Grande Punto Abarth S2000 | Антон Ален         | KEN     | TUR 4   | BEL    | RUS 1   | POR     | CZE Ret | ITA     | SWI     | CHI     |         |     |     | 7     | 15   | 2  | 90   |
| 2007 | Fiat Grande Punto Abarth S2000 | Джандоменіко Бассо | KEN     | TUR     | BEL    | RUS     | POR 1   | CZE     | ITA 2   | SWI     | CHI     |         |     |     | 5     | 18   | 2  | 90   |
| 2008 | Fiat Grande Punto Abarth S2000 | Джандоменіко Бассо | TUR Ret | POR 4   | BEL 6  | RUS 3   | POR 2   | CZE Ret | ESP 1   | ITA 1   | SWI 5   | CHI     |     |     | 3     | 32   | 2  | 74   |
| 2008 | Fiat Grande Punto Abarth S2000 | Антон Ален         | TUR 3   | POR Ret | BEL 11 | RUS 2   | POR     | CZE Ret | ESP 6   | ITA 8   | SWI 6   | CHI     |     |     | 5     | 21   | 2  | 74   |
| 2008 | Fiat Grande Punto Abarth S2000 | Умберто Скандола   | TUR     | POR     | BEL    | RUS     | POR 7   | CZE     | ESP     | ITA Ret | SWI Ret | CHI     |     |     | 28    | 2    | 2  | 74   |
| 2008 | Fiat Grande Punto Abarth S2000 | Ренато Травалья    | TUR     | POR     | BEL    | RUS     | POR     | CZE     | ESP     | ITA 4   | SWI     | CHI     |     |     | 6*    | 19*  | 2  | 74   |
| 2008 | Fiat Grande Punto Abarth S2000 | Алессіо Піссі      | TUR     | POR     | BEL    | RUS     | POR     | CZE     | ESP     | ITA 13  | SWI     | CHI     |     |     | — ! 0 |      | 2  | 74   |
| 2008 | Fiat Grande Punto Abarth S2000 | Андре Наварра      | TUR     | POR     | BEL    | RUS     | POR     | CZE     | ESP     | ITA Ret | SWI     | CHI     |     |     | — ! 0 |      | 2  | 74   |
| 2009 | Fiat Grande Punto Abarth S2000 | Джандоменіко Бассо | MON 5   | BRA 3   | KEN    | POR Ret | BEL 8   | RUS 3   | POR 1   | CZE Ret | ESP 8   | ITA     | SCO |     | 5     | 28   | 4  | 43   |
| 2009 | Fiat Grande Punto Abarth S2000 | Антон Ален         | MON Ret | BRA Ret | KEN    | POR 14  | BEL     | RUS 7   | POR     | CZE     | ESP     | ITA     | SCO |     | 34    | 3    | 4  | 43   |
| 2009 | Fiat Grande Punto Abarth S2000 | Лука Россетті      | MON Ret | BRA     | KEN    | POR     | BEL     | RUS     | POR Ret | CZE 10  | ESP     | ITA 2   | SCO |     | 10    | 8    | 4  | 43   |
| 2009 | Fiat Grande Punto Abarth S2000 | Бернд Казьє        | MON     | BRA     | KEN    | POR     | BEL 14  | RUS     | POR     | CZE     | ESP     | ITA     | SCO |     | — ! 0 |      | 4  | 43   |
| 2009 | Fiat Grande Punto Abarth S2000 | Мігель Фустер      | MON     | BRA     | KEN    | POR     | BEL     | RUS     | POR     | CZE     | ESP Ret | ITA     | SCO |     | — ! 0 |      | 4  | 43   |
| 2009 | Fiat Grande Punto Abarth S2000 | Умберто Скандола   | MON     | BRA     | KEN    | POR     | BEL     | RUS     | POR     | CZE     | ESP     | ITA 11  | SCO |     | — ! 0 |      | 4  | 43   |
| 2009 | Fiat Grande Punto Abarth S2000 | Франсуа Дюваль     | MON     | BRA     | KEN    | POR     | BEL     | RUS     | POR     | CZE     | ESP     | ITA Ret | SCO |     | — ! 0 |      | 4  | 43   |
| 2010 | Fiat Grande Punto Abarth S2000 | Лука Россетті      | MON     | BRA     | ARG    | CAN     | ITA     | BEL     | AZO     | MAD     | CZE     | ITA 5   | SCO | CYP | 22    | 4    | 6  | 6    |
| 2010 | Fiat Grande Punto Abarth S2000 | Джандоменіко Бассо | MON     | BRA     | ARG    | CAN     | ITA     | BEL     | AZO     | MAD     | CZE     | ITA 7   | SCO | CYP | 36    | 2    | 6  | 6    |

## Список автомобілів Abarth

### Сучасні моделі
- Abarth Punto Evo
- Abarth 500
- Abarth 500C

### Колишні моделі, виготовлені компанією
- Fiat-Abarth 500
- Fiat-Abarth 750
- Fiat-Abarth 1000TC (на базі Fiat 600)
- Fiat-Abarth 850TC
- Abarth 1100 Scorpione Spider (Boano)
- Abarth 1500 Biposto
- Abarth-Simca 2000 — купе
- Abarth 204A Berlinetta
- Abarth 205A Berlinetta
- Alfa_Romeo_Abarth_2000_Coupe
- Abarth_207A_Spyder
- Abarth 209A Boano Coupe
- Porsche 356B Carrera GTL Abarth
- Abarth Simca 1300 GT
- Fiat-Abarth OT1000
- Fiat-Abarth OT1600
- Fiat-Abarth OT 2000 Competition Coupé
- Fiat-Abarth Zagato 750
- Fiat-Abarth 2200
- Fiat-Abarth Allemano 750 Spider
- Fiat-Abarth 2400
- Fiat Abarth 1000 TCR Berlina
- Autobianchi A112 Abarth
- Fiat-Abarth 595 SS
- Fiat-Abarth 695 SS
- Abarth OT 1300
- Abarth Monomille
- Abarth Grand Prix/Scorpione
- Abarth 3000 Prototipo
- Fiat Ritmo 125/130 TC Abarth
- Fiat Abarth 124 Rally
- Fiat 131 Abarth Rally
- Lancia 037
- Lancia_Abarth_Kappa_Coupe_Turbo

### Моделі, що виготовлялися компанією, але не мали логотипу Abarth
- Fiat Uno Turbo Mk2 (Abarth)
- Fiat Bravo GT/HGT (Abarth)
- Fiat Bravo Type 198 (Abarth)
- Fiat Stilo (Abarth)
- Fiat Punto (Abarth)
- Fiat Cinquecento Sporting (Abarth)
- Fiat Seicento Sporting (Abarth)

### Моделі, що виготовлялися компанією Abarth & C. S.p.A. (2007–)
- Abarth 500
- Abarth 500 SS
- Assetto Corsa Rally
- 695 Tributo Ferrari
- Abarth Grande Punto (2007)
- Abarth Grande Punto SS (2007)
- Abarth Punto Evo
- Abarth Punto Supersport (2012–2013)
- Abarth 500C

### Моделі, що виготовлялися іншими компаніями, але з участю Abarth
- Lancia Delta S4 для Group_B — Допомогли спроєктувати двигун, який використовував нагнітач і турбокомпресор

### Моделі, що виготовлялися компанією Fiat Corse— N Technology під назвою Abarth
- Fiat Punto Abarth (ралійна версія)
- Fiat_Cinquecento_900_Trofeo_kitcar
- Fiat Cinquecento Sporting 1.1 Rally car
- Fiat Seicento Sporting 1.1 Rally car

## Галерея
|  |  |  |  |
|  |  |  |  |
|  |  |  |  |
|  |  |  |  |
|  |  |  |  |
|  |  |  |  |
|  |  |  |  |
|  |  |  |  |
|  |  |  |  |
|  |  |  |  |
|  |  |  |  |
|  |  |  |  |
|  |  |  |  |